# Emanuele Molin
Emanuele Molin (Mestre, 12 febbraio 1960) è un allenatore di pallacanestro italiano.

## Carriera

Allievi Superga 1980-81 Campioni d'Italia. a Sx seduto Ettore Messina, a dx Emanuele Molin e al centro Bruno Burcovich (DS)

Il suo primo incarico di rilievo, dopo una vita da "secondo" di Ettore Messina, arriva in seguito alle dimissioni di quest'ultimo da capo allenatore del Real Madrid il 4 marzo 2011. In tale data, viene comunicata la sua temporanea promozione a capo allenatore, almeno fino al termine della stagione, quando accetta un contratto di collaborazione con la Pallacanestro Cantù come primo assistente di Andrea Trinchieri nella conduzione tecnica dell'Eurolega.
Il 28 giugno 2013 viene annunciato il suo ingaggio come head coach della Juvecaserta Basket per la stagione 2013-2014. Questa è la sua prima esperienza da capo allenatore non subentrato. Confermato per la stagione seguente, il 10 novembre 2014 viene esonerato dall'incarico.
Il 31 gennaio 2021 diventa head coach dell'Aquila Trento dopo l'esonero di Nicola Brienza, del quale era secondo.
Nonostante non riesca a raggiungere i Playoffs di Eurocup a causa della sconfitta nell'ultima decisiva gara contro il Lokomotiv Kuban nelle Top 16, il 10 maggio 2021, grazie alla vittoria sul campo della Virtus Bologna, conduce la squadra ai Playoffs di Serie A, ottenendo l'ultimo degli 8 posti disponibili grazie ad un record complessivo di 7 vittorie e 4 sconfitte in campionato dopo la sua promozione a Head Coach.  La serie termina per 3 a 0 in favore dell'Olimpia Milano . 
Confermato sulla panchina di Trento, la stagione successiva vede l'Aquila non riuscire a raggiungere la fase finale di Supercoppa Italiana arrivando ultima nel raggruppamento con Trieste e Tortona ;  tuttavia , Trento conduce un girone d'andata molto positivo e grazie ad un record di 8 vittorie e 7 sconfitte nel girone d'andata e alla 4 posizione in graduatoria, stacca il pass per le Final Eight di Coppa Italia dopo 6 anni, competizione nella quale deve arrendersi ai quarti contro la Germani Brescia con il punteggio di 78 a 73. La seconda parte di stagione non è però soddisfacente : Trento infatti racimola solamente 3 vittorie in tutto il girone di ritorno e , nonostante la salvezza matematica raggiunta con 2 giornate d'anticipo, fallisce per la prima volta nella sua storia la qualificazione ai Playoffs scudetto. In Eurocup il cammino è altrettanto poco felice , e vede la squadra trentina posizionarsi all' ultimo posto del girone B con solamente una vittoria in tutta la Regular Season.
La stagione 2022-23,  con Molin ancora sulla panchina di Trento , si apre nuovamente con la partecipazione in Eurocup ed in Serie A. Anche questa volta Trento chiude il girone d'andata con un record di 8 vittorie e 7 sconfitte , mancando però il 4 posto all' ultima giornata per via della sconfitta interna contro Reggio Emilia, qualificandosi dunque per la seconda stagione consecutiva per la Coppa Italia. Anche quest' anno è però costretta ad arrendersi ai quarti per mano del Derthona Tortona, finalista nel 2022 . In Eurocup la squadra trentina riesce a ritagliarsi la possibilità di giocarsi la qualificazione ai Playoffs, ma fallisce nell'obbiettivo con la sconfitta di misura contro Amburgo . Il 29 aprile, grazie alla sconfitta di Pesaro sul campo della Gevi Napoli, si qualifica nuovamente per i playoffs scudetto con 2 giornate d'anticipo  : è la seconda volta su 3 della sua gestione, ed in generale, la settima in nove stagioni di serie A per Trento . Il giorno successivo, grazie alla vittoria interna su Venezia, conquista anche il sesto posto matematico con un turno d'anticipo. Termina la regular season a quota 30 punti, lo score migliore dal 2018 -19 .  La squadra deve arrendersi ancora una volta a Tortona ai quarti di finale : la serie termina 3-1 , ma con scarti estremamente ridotti, di 1 , di 3 e ancora di 1.
Tre giorni dopo la sconfitta in gara 4, il 24 maggio 2023, rassegna le dimissioni da head coach della squadra trentina, per motivazioni personali. L'8 giugno viene annunciato come assistente di coach Neven Spahijia alla Reyer Venezia